# كارل فان روي
كارل فـان روي (بالإنجليزية: Karl Van Roy)‏ هو سياسي أمريكي، ولد في 1 ديسمبر 1938 في غرين باي في الولايات المتحدة. حزبياً، نشط في الحزب الجمهوري. وقد انتخب عضو جمعية ولاية ويسكونسن.